# Вересов, Виктор Иванович

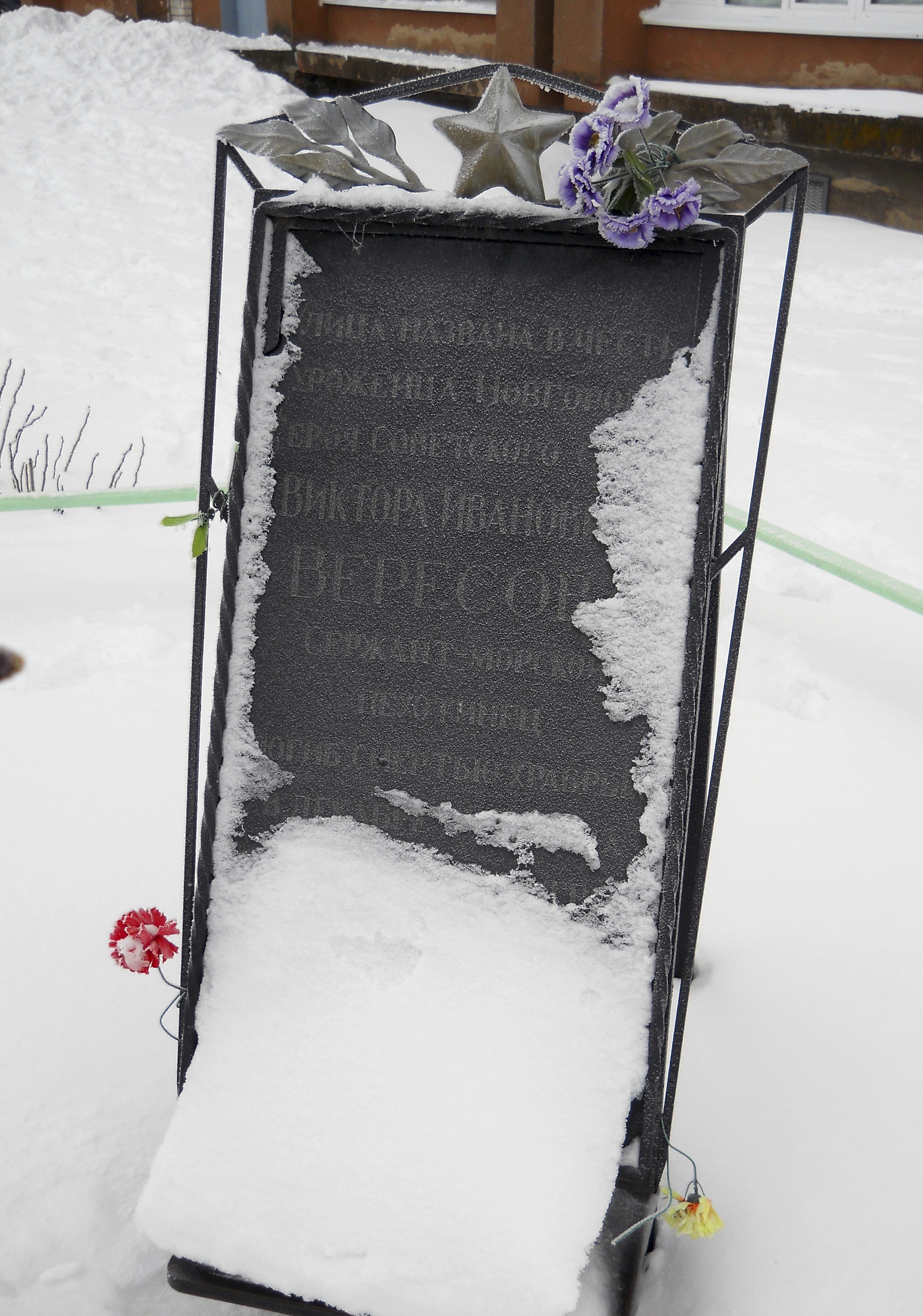
Мемориальная доска (Великий Новгород)

Ви́ктор Ива́нович Ве́ресов (1919, Новгород — 10 декабря 1941) — участник Великой Отечественной войны, командир отделения 1-го стрелкового батальона 5-й бригады морской пехоты Ленинградского фронта, Герой Советского Союза (1944), сержант.

## Биография
Родился в семье рабочего-железнодорожника. Русский. До 1927 года проживал в Шимске, затем переехал Ленинград. После окончания 7 классов поступил ФЗУ, где получил профессию механика. В 1939 году призван в Красную Армию. Участник боевых действий на реке Халхин-Гол. Во время одного из боёв загорелся танк, в котором он был механиком-водителем. Сбив с себя пламя, вытащил раненых командира и башенного стрелка. За свой подвиг был награждён орденом Красного Знамени. Однако ранение не позволило ему больше служить в танковых частях.
После армейской службы поступил на работу в артель «Древкустпром» в Ленинграде. Через некоторое время переучился на механика самолёта и был зачислен на сверхсрочную службу в 13-ю Краснознамённую отдельную авиаэскадрилью Краснознамённого Балтийского Флота.
В июле 1941 года по личной просьбе был направлен в формировавшуюся бригаду морской пехоты. Во время боёв на «ораниенбаумском пятачке» в составе разведывательного отряда выполнял задания по выявлению огневых точек и системы обороны противника. 10 декабря 1941 года во время разведки боем был тяжело ранен, прикрывая отход товарищей и расстреляв все патроны, подорвал себя и окруживших его фашистов последней гранатой.
Указом Президиума Верховного Совета СССР «О присвоении звания Героя Советского Союза офицерскому, сержантскому и рядовому составу Красной Армии» от 21 февраля 1944 года за «образцовое выполнение боевых заданий командования на фронте борьбы с немецкими захватчиками и проявленные при этом отвагу и геройство» удостоен посмертно звания Героя Советского Союза.
Похоронен в братской могиле около деревни Глобицы.

## Награды
- Герой Советского Союза.
- Орден Ленина.
- Орден Красного Знамени.

## Память
- 4 км юго-восточнее ж/д станции Воронка на месте гибели Героя установлен памятник[4], который является объектом культурного наследия России регионального значения.
- Одна из улиц Великого Новгорода названа в честь В. И. Вересова.
- 2 сентября 2005 года на северном фасаде дома 150 по Большой Санкт-Петербургской (на пересечении улиц Большая Санкт-Петербургская и Вересова) в Великом Новгороде была установлена мемориальная доска[5].
- В Сосновом Бору проводился ежегодный мемориал Героя Советского Союза сержанта Виктора Вересова по дзюдо[6].